# Temmincks looftiran
De Temmincks looftiran (Pogonotriccus eximius; synoniem: Phylloscartes eximius) is een zangvogel uit de familie Tyrannidae (tirannen). De naam verwijst naar de Nederlandse zoöloog Coenraad Jacob Temminck die deze vogel in 1822 geldig heeft beschreven.

## Verspreiding en leefgebied
Deze soort komt voor van zuidoostelijk Brazilië (Espírito Santo) tot oostelijk Paraguay en noordoostelijk Argentinië.

## Status
De grootte van de populatie is niet gekwantificeerd maar aangenomen wordt dat de soort snel in aantal achteruitgaat door verlies aan geschikt habitat. Op de Rode lijst van de IUCN heeft deze soort daarom de status gevoelig.